# Marlene Freitas da Silva
Marlene Freitas da Silva (Manaos, 12 de octubre de 1937-18 de octubre de 2005) fue una botánica, curadora, y profesora brasileña.
En 1970, obtuvo una licenciatura en Farmacia y Bioquímica, por la Universidad Federal de Amazonas Fue fundadora del Departamento de Botánica del Instituto Nacional de Pesquisas da Amazônia. En 1973, Marlene integró la primera clase de estudiantes de postgrado del INPA; y fue guiada por el Dr. Prance Guillean Tholmie completando su maestría en Ciencias Biológicas en 1976, cuando revisó la taxonomía del género Peltogyne (Leg. Caesalpinioideae). En su Ph.D. en Ciencias Biológicas, terminado en 1980, exploró la taxonomía del género Dimorphandra (Leg. Caesalpinioideae) cuyos principales resultados fueron publicados en Flora Neotrópica 1986, del New York Botanical Garden, en una de las raras ediciones de la revista en portugués.

## Algunas publicaciones
- marlene freitas da Silva. 1986. Dimorphandra: Caesalpiniaceae. Vol. 44 de Flora neotropica. Ed. New York Botan. Garden, 128 pp.
- -------------------------------------. 1971. Styracaceae novas da Amazônia. Acta Amazónica 1 ( 3): 1-5

### Capítulos de libros
- helen c.f. Hopkins, marlene freitas da Silva. 1986. "Parkia (Leguminosae: Mimosoideae). Flora Neotropica Monograph Nº. 43 con Dimorphandra (Caesalpiniaceae) (FN Monograph No. 44)". En: Flora Neotropica (series). The New York Botanical Garden Press

### Libros
- marlene freitas da Silva, luiz Augusto Gomes de Souza, léa maria medeiros Carreira. 2004. Nomes populares das leguminosas do Brasil. Biblioteca científica da Amazônia. Editor EDUA, 236 pp. ISBN 8574011029, ISBN 9788574011028
- ------------------------, pedro luiz Lisbôa, regina célia Lobato Lisbôa. 1977. Nomes vulgares de plantas amazônicas. Conselho Nacional de Desenvolvimento Científico e Tecnológico (Brasil). Ed. Instituto Nacional de Pesquisas da Amazônia, 222 pp.
- ghillean t. Prance, marlene freitas da Silva. 1975. Arvores de Manaus. 312 pp. Botãnica Tropical do INPA
- ------------------------, -------------------------. 1973. Caryocaraceae. Flora Neotropica Monograph 12. Vol. 23 de Memoirs of the New York Botanical Garden. Editor Organiz. for Flora Neotropica, 75 pp.

### Eponimia
Especies
- (Chrysobalanaceae) Couepia marlenei Prance[3]
- (Connaraceae) Connarus marlenei Forero[4]
- (Myristicaceae) Virola marlenei W.A.Rodrigues[5]
- (Sapindaceae) Talisia marleneana (Guarim) Acev.-Rodr.[6]
- (Sapindaceae) Talisia mollis Cambess. var. marleneana Guarim[7]

Instalaciones
- Herbario Marlene Freitas da Silva, Belém[8]